# Castro de Pendia

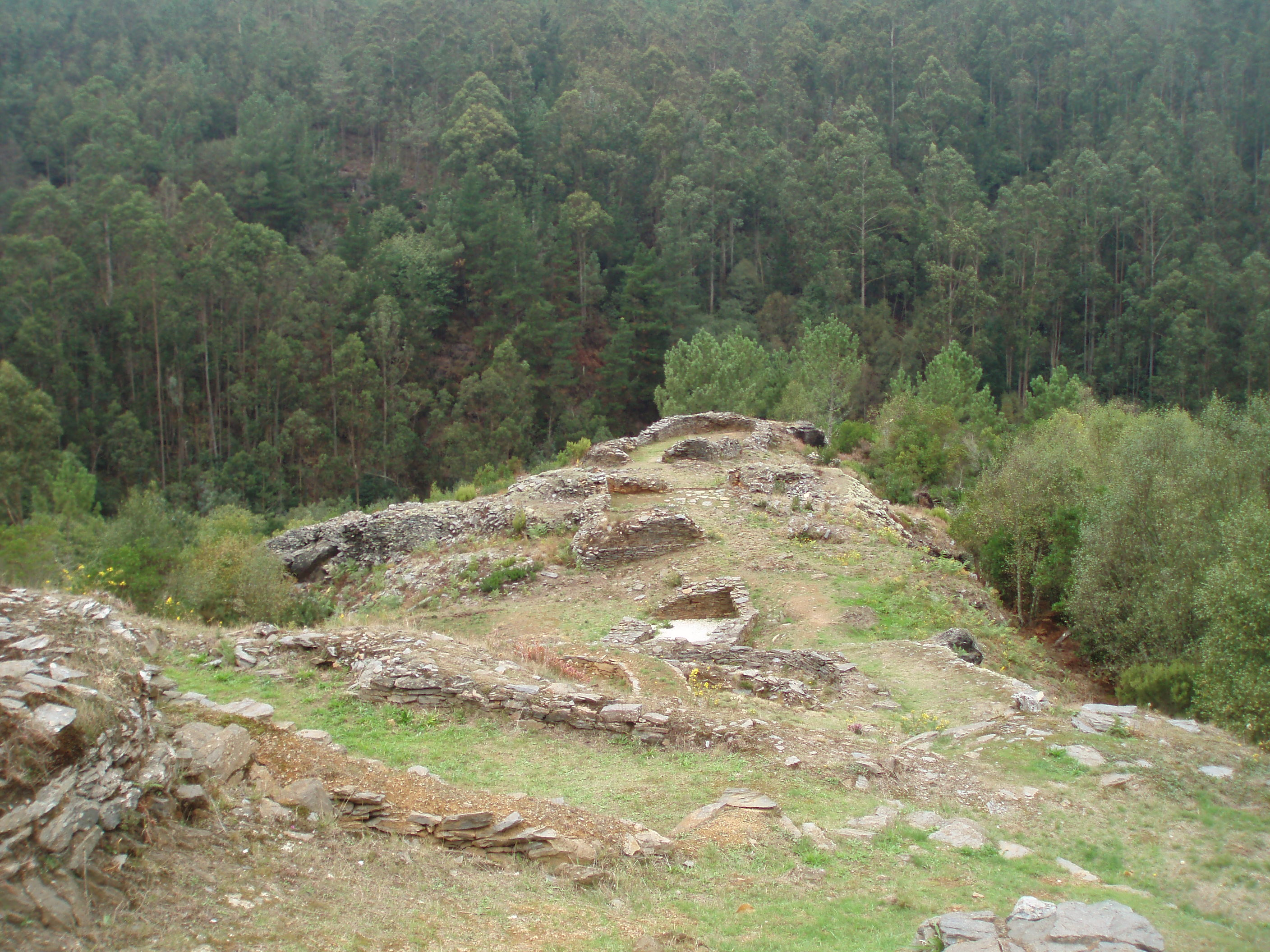
Vista del castro.

El castro de Pendia se halla en las proximidades de la localidad homónima, en el concejo asturiano de Boal. Fue excavado en 1941 bajo la dirección de D. Antonio García y Bellido y D. Juan Uría Ríu, responsables también de las excavaciones arqueológicas que durante aquellos años tenían lugar en el castro de Coaña, y fue declarado Monumento el 26 de enero de 1981.

## Historia
Por lo que se refiere a su fundación, varias piezas de gran antigüedad sugieren un primer establecimiento prerromano que, más tarde, en época romana (siglos I y II d. C.), sería integrado en un recinto fortificado mayor. Es probable también que hubiese albergado asentamientos tardorromanos y altomedievales.

## Estructura
Las ruinas del poblado se ubican sobre un pequeño promontorio rocoso a la vera de uno de los meandros formados por el río de Pendia, y se puede acceder a ellas desde el pueblo de Pendia, por un estrecho sendero que deja a al izquierda el foso defensivo que aislaba el asentamiento del resto de la sierra. 
A la inusual ubicación topográfica de este poblado hay que añadir la desproporción entre sus potentes fortificaciones y el reducido recinto que protegían, en el que, además, aparecen junto a un limitado conjunto de cabañas (una docena), dos saunas castreñas similares a las descubiertas en el castro de Coaña. Se supone que un complejo defensivo de tal envergadura respondía a la necesidad de hacer seguro para sus habitantes un emplazamiento vulnerable.
Durante el año 1999 fueron reexcavadas las dos saunas castreñas y su entorno, siendo restauradas ambas edificaciones. Desde 2003 y hasta la actualidad, anualmente se vienen desarrollando campañas en el yacimiento durante el período estival, en las que se realizan trabajos de limpieza, excavación y restauración de las estructuras conservadas.

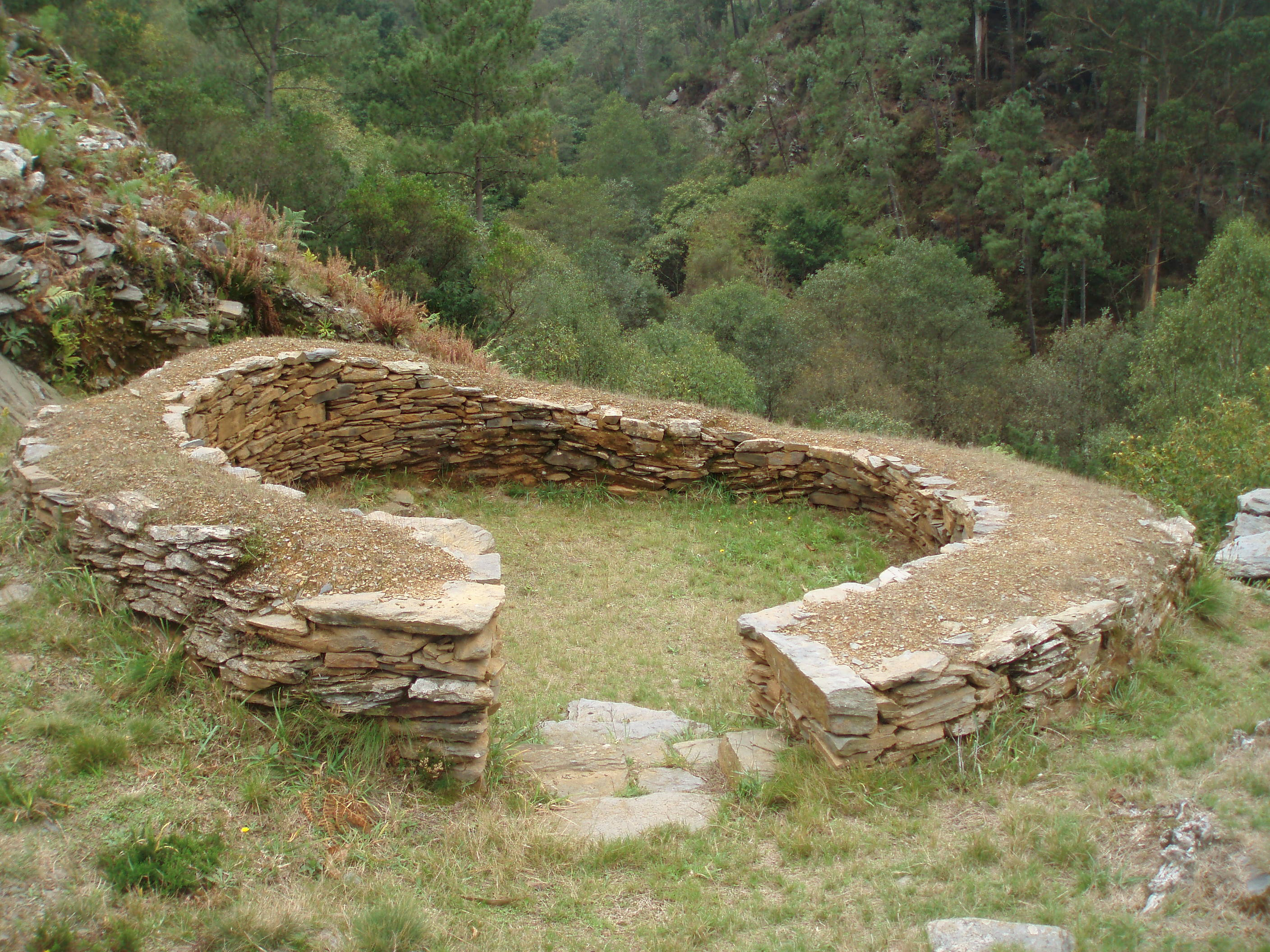
Estructura

### Elementos principales
- Foso y elementos defensivos: A la izquierda del camino de subida hacia el interior del castro, es visible el profundo foso que aísla el espacio de vivienda de la ladera de los montes de Villanueva y evita un paso cómodo sobre el acceso más vulnerable. La zanja fue rellenada con los derrumbes de un gran torreón que protege y corona el foso, y con los desplomes de la muralla que recorría todo el perímetro del poblado.Estructura

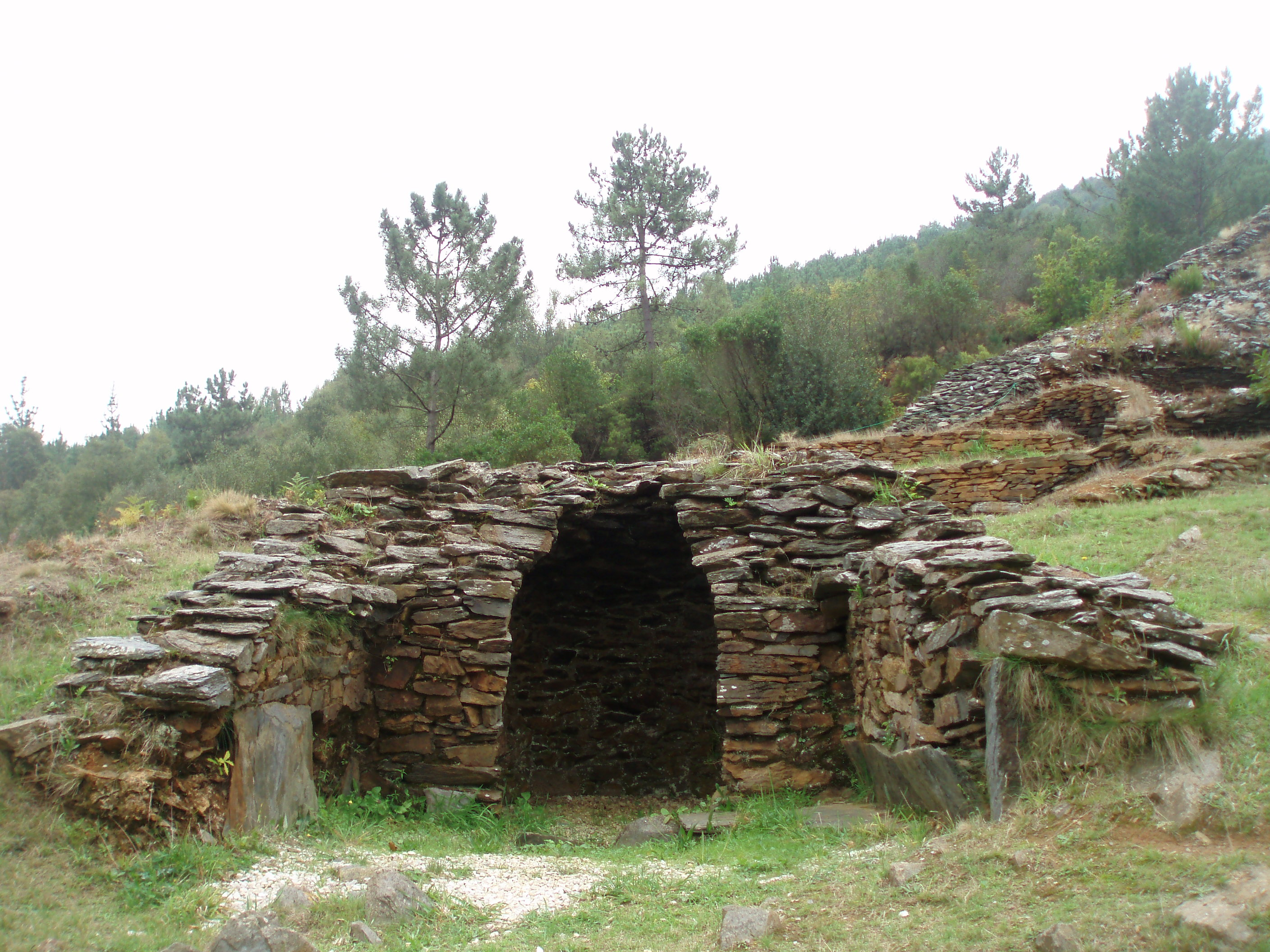
Estructura

- Sauna prerromana: Se erige al Norte, sobre la entrada al poblado, al abrigo de la muralla. Responde a un tipo constructivo que generalizado en el valle del Navia entre los siglos IV-II a. C., antes de la conquista romana, y contaba con un horno semicircular, una cámara rectangular, y un vestíbulo, si bien en este caso no se ha conservado. Un pequeño depósito de agua entre el horno y la cámara principal, permitía crear el vapor necesario para tomar los baños. Desde este punto se aprecia la existencia de dos zonas diferenciadas dentro del poblado: el sector norte, protegido por varios elementos defensivos que aíslan el espacio en el que fue emplazada una cabaña de grandes dimensiones, y la zona meridional, donde se disponen el resto de las construcciones.

- Sauna romana: En la época romana, el tipo de baño tradicional cambió, haciéndose más complejo, y justificando las profundas reformas sobre los viejos recintos termales o la construcción de termas "ex novo", como ocurrió en Pendia. El edificio consta de una cabecera, una cámara principal y un vestíbulo de entrada, y sus gruesos muros soportaron el peso de una cubierta a dos aguas realizada sobre falsa bóveda por aproximación de hiladas. La construcción de la terma supuso la destrucción de un viejo pavimento de pizarras clavadas en la roca de base (a la izquierda del edificio), así como la apertura de un canal a la derecha de la sauna, descubierto en 1999, que evita el anegamiento de las superficies interiores.
- Gran cabaña: Es una construcción de grandes dimensiones, bien protegida por varios elementos defensivos, y se corresponde con un tipo de construcción que solía ocupar emplazamientos relevantes en el urbanismo de los recintos castreños y han sido interpretadas tradicionalmente como edificios de uso comunal.